# Долгоруковская яйла
Долгору́ковская яйла́ (также Субатка́н-яйла́, укр. Долгоруковська яйла, Субаткан-яйла, крымскотат. Suv Batqan yayla, Сув Баткъан яйла) — горный массив (яйла) в составе Главной гряды Крымских гор.

## Рельеф
Состоит из двух структурных массивов: нижнего, высотой около 560—1025 метров над уровнем моря, и верхнего, представленного возвышенностью Тырке-Яйла (высотой около 1000—1287 метров над уровнем моря). Яйла сложена, в основном, мраморовидными известняками.
На востоке глубокой долиной реки Бурульча яйла отделена от соседнего крупного массива Караби-Яйла и небольшой Орта-Сырт-яйлы, на западе обрывается довольно крутыми каменистыми склонами к долине Салгира. На юге граничит с массивом Демерджи-яйла (соединяется с ним узким хребтом возвышенности Тырке-яйла), на севере же постепенно понижается и переходит в долину между Главной и Внутренней грядами Крымских гор. В южной части яйлы протекает небольшая река Суботхан.
Главные высоты Долгоруковской яйлы:
- Буки – наивысшая точка (1023 метра);
- Чалбаш (1003 м);
- Колан-Баир (914 м), рядом с которой расположен мемориал Курган Славы;
- Янкой-Баир (883 м).

## Климат
На яйле 90 дней в году господствуют сильные ветра (более 40 м/с), потому температура намного ниже, чем в предгорьях. При этом на Субаткан-яйле больше всего в Крыму солнечных часов в год – до 2505, когда в Симферополе всего 2458. Среднегодовое количество осадков на восточных яйлах 450-600 мм (как и в предгорьях). Снежный покров высотой от 0,13 до 0,16 м держится 100-105 дней (в предгорьях 35- 40 дней).

## История
Исторически плоскогорье носило крымскотатарское название Субаткан-яйла по названию протекающей по нему речки Суботхан (Субаткан). Однако название плоскогорья - Долгоруковская яйла - появляется на картах сравнительно недавно. У П. И. Сумарокова употреблен термин "Демерджи-яйла" (Красные пещеры он помещает на ее северном склоне). В 1903 году геолог В. М. Цебриков включает всю эту местность в понятие "Караби-яйла". Той же географической терминологии придерживался в 1911 году П. Петров. Название «Долгоруковская яйла» происходит от имени землевладельцев Долгоруковых, которым принадлежали земли примыкающие к яйле с запада, в них входила деревня Мамут-Султан (ныне Доброе) с прилегающими землями верховьев Салгира, в том числе Кизилкобинское урочище с расположенной над ним яйлой. В вышедшей в 1915 году монографии А. А. Крубера "Карстовая область горного Крыма" впервые употребляется термин "Долгоруковское нагорье". Это имя используется и на опубликованной в 1921 году ботанико-географической карте Е. В. Вульфа. В качестве устойчивого топонима "Долгоруковская яйла" утверждается уже в нынешнем столетии, скорее всего, в начале или даже середине 20-х годов.
В годы Великой Отечественной войны в этой местности активно действовали крымские партизаны. Тут вели бои в 1942 году отряды 2-го партизанского района, позднее Северного соединения партизан Крыма. В их честь в северо-восточной, восточной и юго-восточной части яйлы с 1960-х годов и по наши дни поисковиками-комсомольцами, трудовыми коллективами возведено множество памятников, в том числе Курган Славы.